# Planet of the Humans
Planet of the Humans is een milieudocumentaire uit 2019, geregisseerd door Jeff Gibbs, en met Michael Moore als producer.
De documentaire werd in juli 2019 uitgebracht op het Traverse City Film Festival. Ter gelegenheid van de 50e verjaardag van de Dag van de Aarde op 22 april 2020 kondigde Michael Moore aan dat de film 30 dagen lang gratis te bekijken zou zijn via YouTube.

## Thema

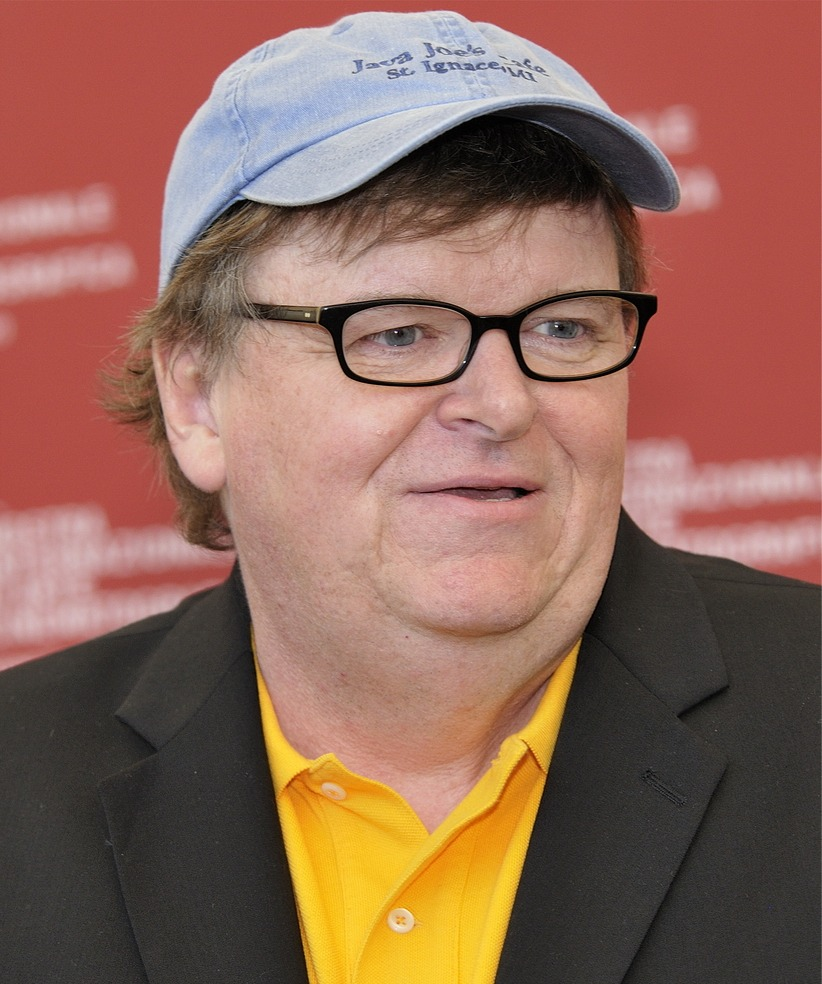
Michael Moore in 2009.

Deze lowbudgetfilm onderzoekt de – volgens de filmmakers – valse beloften van de milieubeweging en stelt dat we nog steeds “verslaafd” zijn aan fossiele brandstoffen. Regisseur Jeff Gibbs neemt een hele reeks groene thema's op de korrel, zoals elektrische auto's, zonnepanelen, windmolens, biomassa, en biobrandstof, en suggereert dat het doel van milieuactivisten eerder zou moeten liggen in het tegengaan van ongebreidelde economische groei en bevolkingsgroei, dan in het ontwikkelen van nog meer technologie. Ook grote (Amerikaanse) milieuactivistengroepen zoals de Sierra Club en 350.org krijgen kritiek, evenals een hele reeks prominente “groenen”.

## Reacties
- Volgens een factcheck van VRT Nieuws is de documentaire meestal een festival van verouderde en misleidende informatie. De statistieken, studies en cases zijn vaak sterk verouderd. De snelle montages krijgen weinig context en suggereren vooral veel. En een paar keer worden er zonder meer leugens verteld (bijvoorbeeld de “solar dead zone” in Californië die in 2020 gewoon een geüpdatete zonnecentrale huisvest). Het neigt allemaal vervaarlijk sterk naar desinformatie. Enkel over een van de punten die de documentaire wilde maken,  dat de wereldwijde energieconsumptie dringend naar beneden moet, zijn experten het roerend eens.[4]
- Een van de filmdistributeurs, Films for Action, nam de film tijdelijk uit roulatie wegens “te veel foute informatie”, maar liet hem later weer toe, “om niet beschuldigd te worden van censuur.”[2]
- In een open brief noemden klimaatwetenschapper Michael Mann en Josh Fox, regisseur van de documentaire Gasland, de film "schokkend, misleidend en absurd", vooral omdat de kritiek op hernieuwbare energie in de film gedeeltelijk gelijkloopt met campagnes uit de fossiele-energiesector.[2]